# Jim Peterik

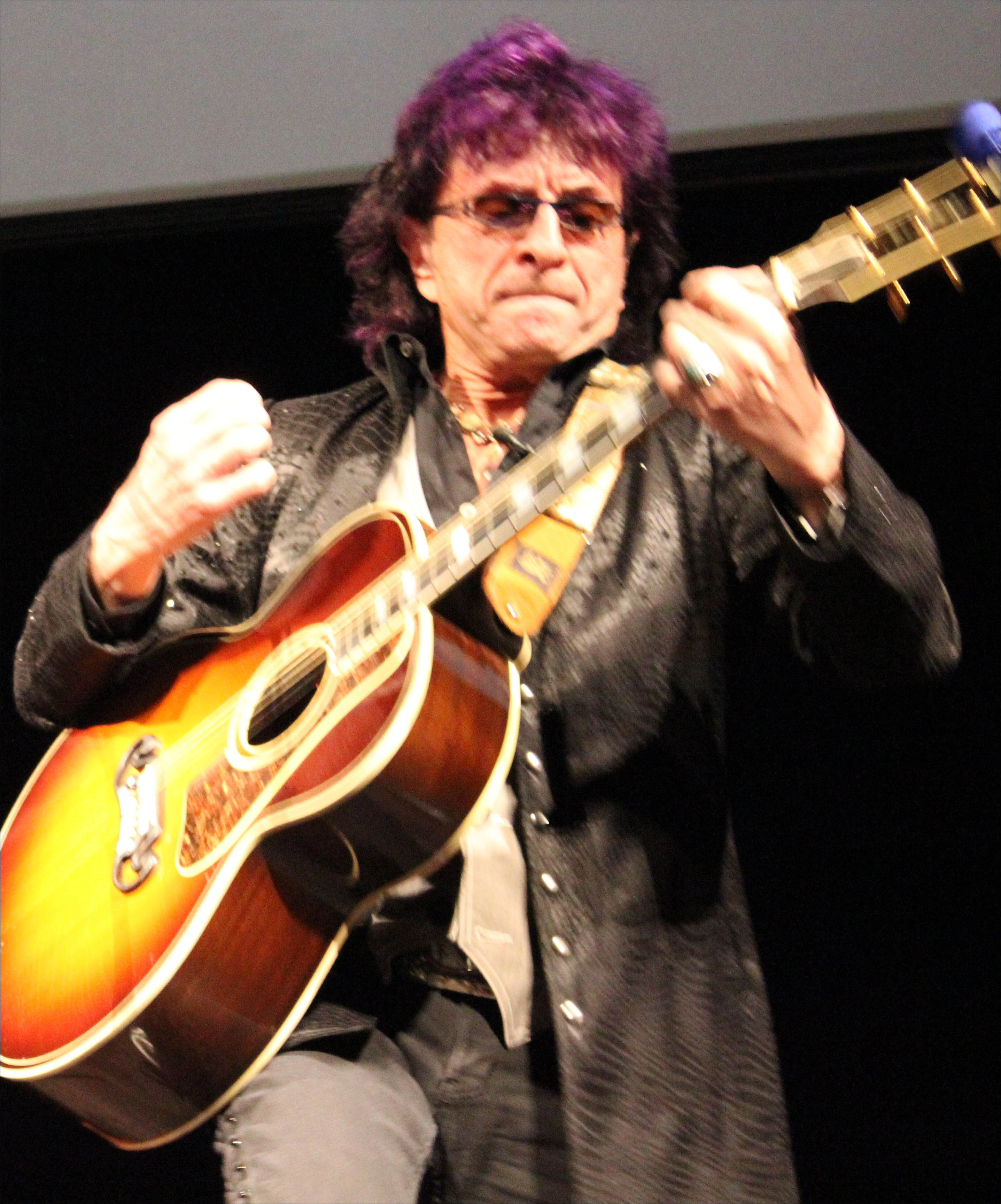
Jim Peterik 2012

Jim Peterik (* 11. November 1950 in Berwyn, Illinois) ist ein US-amerikanischer Songwriter und Rockmusiker. Als Mitglied der Rockband Survivor war er zusammen mit Frankie Sullivan Autor der für den Oscar und den Golden Globe Award nominierten Hitsingle Eye of the Tiger.

## Leben
Peterik gründete bereits mit 13 Jahren mit einigen Klassenkameraden eine erste Band. Bei einem ihrer Auftritte wurde er von Larry Millas angesprochen, ob er nicht dessen Band beitreten wolle. Unter dem Namen The Shondels nahmen sie später eine erste Single für Epitone Records auf. Peterik hatte zwischenzeitlich die Schule beendet und studierte an der University of Illinois. 1964 benannte sich die Band in The Ides of March um und erhielt einen Schallplattenvertrag. Zwei Jahre später erreichten sie mit ihren Singles „You Wouldn't Listen“ und „Roller Coaster“ erste Chartplatzierungen. Daraufhin wechselten sie zu Warner Bros., wo ihnen 1970 mit „Vehicle“ ihr größter Charterfolg gelang, als die Single bis auf Position zwei der Billboard Hot 100 stieg.
Die Band löste sich auf und in den nächsten Jahren versuchte sich Peterik als Solokünstler und veröffentlichte 1976 mit „Don't Fight the Feeling“ sein erstes Soloalbum. Zur Promotion tourte er unter anderem im Vorprogramm von Heart und Boston. 1978 gründete er mit Frankie Sullivan und David Bickler die Rockband Survivor. Mit einem Plattenvertrag bei Scotti Brothers ausgestattet hatten sie in den folgenden Jahren einige kleine Charthits mit „Somewhere in America“, „Poor Man's Son“  und „Summer Nights“. Der Durchbruch der Band kam im Sommer 1982, nachdem Sylvester Stallone die Band beauftragt hatte, den Titelsong für seinen Spielfilm Rocky III – Das Auge des Tigers beizusteuern. „Eye of the Tiger“ hielt sich sechs Wochen lang an der Spitze der Billboard Charts und wurde mit Doppelplatin und dem Grammy ausgezeichnet. Die Komponisten Peterik und Sullivan erhielten eine Oscar-Nominierung. Das gleichnamige Album stieg daraufhin bis auf Position zwei der Albumcharts. Auch das 1984 erschienene Album „Vital Signs“ enthielt zwei Top-Ten-Hits und 1985 beauftragte Stallone die Band erneut für den Titelsong zu Rocky IV – Der Kampf des Jahrhunderts. Der von Peterik cokomponierte Titel „Burning Heart“ erreichte Position zwei der Billboard Charts. 1988 verließ Peterik die Band.
1990 kam es zu einer Wiedervereinigung von The Ides of March in Originalbesetzung, die Band veröffentlichte 1992 und 1997 neue Alben. 2003 gründete Peterik mit Toby Hitchcock die Band Pride of Lions und veröffentlichte 2006 ein zweites Soloalbum. Neben seiner Tätigkeit als Multi-Instrumentalist ist Peterik auch als Songwriter für andere Künstler tätig. Er schrieb unter anderem für Bands wie den Doobie Brothers, Cheap Trick, Lynyrd Skynyrd und REO Speedwagon.

## Solo-Diskographie
- 1976: Don't Fight the Feeling
- 2006: Above the Storm (2006)

## Auszeichnungen
- 1983: Oscar-Nominierung für Eye of the Tiger (Rocky III)
- 1983: BAFTA-Nominierung für Eye of the Tiger (Rocky III)
- 1983: Golden-Globe-Award-Nominierung für Eye of the Tiger (Rocky III)